# Gorey (Irlande)
Pour les articles homonymes, voir Gorey (homonymie).

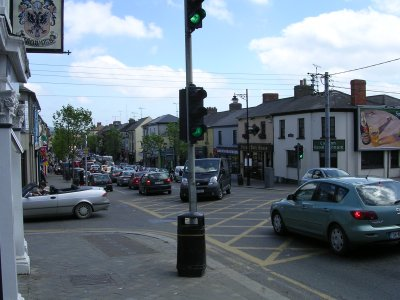
Gorey, rue principale

Gorey (Guaire en irlandais) est une ville du comté de Wexford en république d'Irlande.
Une heure de route sépare Gorey de la banlieue de Dublin. La pénurie de logements dans la capitale a induit une croissance importante de la population de Gorey (44 % entre 1996 et 2002).
La ville de Gorey et ses environs comptent près de 10 000 habitants.

## Culture
Gorey a accueilli le Fleadh Cheoil en 1962.